# Магістраль М10 (Білорусь)
Магістраль М10 — автошлях в Білорусі, що проходить зі сходу на захід територією Гомельської та Берестейської областей, поєднуючи між собою районні центри Полісся.
Починається від кордону з Російською Федерацією та продовжується на захід, проходячи міста Добруш, Гомель, Речиця, Василевичі, Калинковичі, Мозир, Петриков, Житковичі, Мікашевичі, Лунинець, Пінськ, Іванове, Дорогичин, Антопіль та закінчується в Кобрині. Продовження на схід — російська А240 (колишня М13).

## Маршрут
Протяжність автошляху становить близько 526 км.
| Відстань, (км) |  | Населений пункт                 | Інші автошляхи  |
| -------------- |  | ------------------------------- | --------------- |
| 0 км           |  | Росія, Брянська область         | А240            |
| 3 км           |  | Білорусь, колишнє МАПП «Селище» |                 |
| 23 км          |  | Добруш                          | Р124            |
| 41 км          |  | Гомель                          |                 |
| 44 км          |  | Гомель                          | М5 М8           |
| 52 км          |  | Гомель                          |                 |
| 58 км          |  |                                 | М8 E95          |
| 86 км          |  | Речиця                          | Р32             |
| 93 км          |  | Речиця                          | Р33             |
| 131 км         |  | Василевичі                      |                 |
| 166 км         |  | Калинковичі                     | Р31             |
| 168 км         |  | Калинковичі, Мозир              | Р131            |
| 224 км         |  | Петриков                        |                 |
| 268 км         |  |                                 | Р57             |
| 275 км         |  | Житковичі                       | Р88             |
| 303 км         |  | Мікашевичі                      | Р23             |
| 346 км         |  | Лунинець                        | Р13             |
| 402 км         |  | Пінськ                          | Р6              |
| 441 км         |  | Іванове                         | Р144            |
| 468 км         |  | Дорогичин                       | Р136            |
| 472 км         |  | Дорогичин                       | Р84             |
| 496 км         |  | Антопіль                        |                 |
| 522 км         |  |                                 | М1 E30          |
| 526 км         |  | Кобринь                         | М12 Р2 E85 Р102 |